# Programma Pioneer
Il Programma Pioneer (in italiano pioniere) fu un progetto statunitense costituito da una serie di missioni spaziali senza equipaggio destinate all'esplorazione dei pianeti del Sistema Solare. Numerose furono le missioni nell'ambito del programma, ma le più importanti e famose furono quelle del Pioneer 10 e del Pioneer 11 che portarono all'esplorazione dei pianeti esterni e dello spazio oltre il sistema solare. Entrambe le sonde avevano a bordo una placca d'oro con il disegno di un uomo e di una donna e con informazioni sulle origini e i creatori delle sonde stesse, destinate ad ogni entità extraterrestre che eventualmente un giorno le trovasse.
Il programma era diviso in 2 generazioni di sonde spaziali. Le prime, quelle di tipo Able, sono state lanciate tra il 1958 e il 1960. A seguito dei frequenti fallimenti delle missioni, il programma venne chiuso. Nel 1965, però, venne riaperto dalla NASA con una nuova generazione di sonde spaziali, di cui alcune sono tuttora funzionanti. Si tratta delle Pioneer 7 e 8. Queste sonde vennero lanciate tra il 1965 e il 1978.

## Le missioni
Prima generazione (Able)
- Pioneer 0 - orbiter lunare, distrutto durante il lancio
- Pioneer 1 - orbiter lunare, manca la Luna a seguito di un lancio errato
- Pioneer 2 - orbiter lunare, distrutto durante il lancio
- Pioneer 3 - flyby lunare, manca la Luna
- Pioneer 4 - flyby lunare, raggiunge la velocità di fuga terrestre
- Pioneer P-1 (W) - sonda lunare, esplosa durante le prove prima del lancio
- Pioneer P-3 (X) - sonda lunare, persa durante il lancio
- Pioneer P-30 (Y) - sonda lunare, non riesce ad entrare nell'orbita lunare
- Pioneer P-31 (Z) - sonda lunare, persa nell'ultimo stadio del lancio
- Pioneer 5 (P-2) - raggiunge lo spazio interplanetario tra la Terra e Venere

Seconda generazione
- Pioneer 6, 7, 8 e 9 - raggiungono lo spazio interplanetario tra la Terra e Marte
- Pioneer E - persa durante il lancio, avrebbe dovuto raggiungere lo spazio interplanetario tra la Terra e Marte come le 6,7,8 e 9
- Pioneer H - una copia backup per le Pioneer 10 e 11, successivamente designata per una missione verso Giove e, se possibile, Saturno, ma mai lanciata per problemi di budget
- Pioneer 10 - raggiunge Giove e lo spazio interstellare medio
- Pioneer 11 - raggiunge Giove, Saturno e lo spazio interstellare medio
- Pioneer 12 - (Pioneer Venus 1-Pioneer Venus Orbiter) del progetto Pioneer-Venere
- Pioneer 13 - (Pioneer Venus 2-Pioneer Venus Multiprobe) del progetto Pioneer-Venere